# Кебанйольське сільське поселення
Кебанйо́льське сільське поселення (рос. Кебанъёльское сельское поселение) — муніципальне утворення у складі Усть-Куломського району Республіки Комі, Росія. Адміністративний центр та єдиний населений пункт — селище Кебанйоль.

## Населення
Населення — 1572 особи (2017, 1684 у 2010, 1978 у 2002, 2273 у 1989).